# Grönhagen
Grönhagen är namnet på en svensk-finsk adlig ätt och en utslocknad besläktad friherrlig ätt.

## Historik
Tidigare har släktens uppgivna härstamning varit från de sedan 1300-talet kända borgarna Gronehagen i Lüneburg, vilka förde andra vapen, som helt obestyrkt. Pastorn i S:t Nikolai församling i Verden Teodorus (även Theodor) Grünhagen, död 1659, skall enligt 1700-talsuppgift (v Schantz) ha varit far till Claes Henrik Grönhagen (1643—1712). Denne uppges 1668 (v Schantz) ha flyttat till Sverige, där han blev kommissarie i kammarrevisionen 1673 och assessor 1676. Han adlades den 20 april 1678 av Karl XI och utnämndes till lagman i Norrfinne lagsaga 1697 och i Gotlands lagsaga 1711. Från hans söner Johan Didrik, Claes och Fredrik härstammar släktens huvudgrenar.
Johan Didrik Grönhagen (1681—1738) var sekreterare vid kontributionsränteriet och högsta ordningsmannaämbetet, lagman i Västernorrland 1722, landshövding på Gotland 1728 och upphöjdes till friherre 1731. Med hans son kammarherre Claes Vilhelm Grönhagen (1732–1777) utdog den friherrliga ätten på svärdssidan den 8 mars 777.
Kapten Fredrik Grönhagen (1698—1770) kom genom sitt äktenskap att bli bosatt i Finland, där hans söner major Claes Henrik (1749—1831) och överstelöjtnant Johan Adolf (1753—1826) immatrikulerades på riddarhuset 1818. Johan Adolf deltog i Ryska kriget 1788—90, Kriget i Pommern 1807 och Finska kriget 1808—09. Han har blivit känd genom Runebergs dikt Döbeln vid Jutas. Det har emellertid påvisats, att han ej var med vid Jutas (Brakel; Waller). Däremot spelade han en viktig roll i striden vid Lappo. Brodern Claes Henrik blev farfar till ryske generalen Knut Gustav Ferdinand Grönhagen (1823—1909). Han avled 1770 på Salmittu i Töfsala socken. Gift 1745 med Hilgard Elisabet Eneskjöld.
År 2023 fanns i Sverige 53 personer folkbokförda med namnet Grönhagen. År 2024 fanns i Finland mindre än 10 personer folkbokförda med namnet.

## Medlemmar av adliga ätten
- Johan Didrik Grönhagen, ämbetsman
- Johan Adolf Grönhagen, militär och immatrikulerad på Finlands riddarhus
- Anders Grönhagen, fotbollsspelare
- Åke Grönhagen, militär och idrottsman
- Ragnar Grönhagen, jurist

## Medlemmar av friherrliga ätten
- Claes Vilhelm Grönhagen